# Piano Solo (1954)
Piano Solo ist eine LP (im Format von 10 Zoll) von Thelonious Monk. Die Aufnahmen entstanden bei einem Aufenthalt des Pianisten am 7. Juni 1954 in Paris für das Label Swing und erschienen unter dem Titel Piano Solo. In erweiterter Form erschienen sie 1962 unter dem Titel The Prophet auf Disques Vogue. Wiederum zusammen um eine Triosession mit französischen Musikern ergänzt, erschienen die Aufnahmen unter dem Titel Solo 1954 am 15. März 1993 bei Columbia Records als Compact Disc.

## Hintergrund
Ende 1953 kam der Jazzmusiker Henri Renaud nach New York City, wo sich ein Kontakt mit Monk ergab. Dieser äußerte ihm gegenüber Interesse an der europäischen Jazzszene; darauf telefonierte Renaud mit Charles Delaunay und brachte so den Pianisten beim Pariser Salon du jazz 1954 unter. Monk hatte dort Gelegenheit mit europäischen Jazzmusikern zu spielen, die sich jedoch mit seiner Musik schwertaten, so der Monk-Biograph Thomas Fitterling. Das Konzert Monks wurde kein großer Erfolg, doch er wurde von der französischen Jazzpresse mit Titelbild und Text gewürdigt. So kam es, dass sich die Gelegenheit für eine Solosession Monks am 7. Juni 1954 in Paris für das Label Swing ergab. „In gelöster Atmosphäre entstand eine der schönsten Mon-Solo-Einspielungen,“ so Fitterling.
Im Sommer 1954 gab es für Thelonious Monk in Frankreich keine adäquaten Begleitmusiker, mutmaßt Thomas Fitterling über die Entscheidung des Swing-Labels, den Pianisten solo aufzunehmen. Monk hatte auf diese Weise bei seinem ersten Soloalbum Gelegenheit, „allein mit sich und dem Klavier in entspannter Atmosphäre Stücke eigener Wahl zu interpretieren.“ Es sei bemerkenswert, so der Autor weiter, dass er dabei auf Material zurückgriff, dass er bereits für Prestige und Blue Note Records aufgenommen hatte.
Im Laufe der Jahre wurden diese neun Darbietungen in verschiedenen Editionen wiederveröffentlicht, etwa unter dem Titel Portrait of an Ermite (Jazz Legacy/Vogue). Die Auswahl umfasst die Monk-Originale „We See“, „Hackensack“ und eine Coverversion von „Smoke Gets in Your Eyes“. Die diskographischen Angaben auf dem Cover der Original-LP waren fehlerhaft; „Manganese“ ist in Wirklichkeit „We See“, ein Titel, den Monk kurz zuvor in Quintettbesetzung mit Ray Copeland, Frank Foster, Curly Russell und Art Blakey für Prestige aufgenommen hatte. Hinter „Portrait of an Ermite“ veebirgt sich „Reflections“; den Titel hatte Thelonious Monk im Trio mit Gary Mapp (Bass) und Max Roach am 18. Dezember 1952 für Prestige eingespielt. Die mit „Reflections“ bezeichnete Nummer muss eigentlich „Evidence“ heißen, ein Titel von Monks Quartettsession für Blue Note am 2. Juli 1948 mit Milt Jackson, John Simmons und Shadow Wilson.
In der CD-Edition Piano Solo: The Centennial Edition - Paris 1954 wurden die von Thelonious Monk eingespielten Solonummern um Trio-Einspielungen vom Paris-Aufenthalt ergänzt. Monk spielte am 1. Juni 1954 bei einem Auftritt im Salle Pleyel mehrere Titel mit Jean-Marie Ingrand (Bass) und Jean-Louis Viale (Schlagzeug), auch eine unvollständig erhaltene Fassung von „’Round Midnight“.

## Titelliste

### 20-cm-LP:Piano Solo(1954)
- Thelonious Monk – Piano Solo (Swing – M. 33.342)[3]

A1 ’Round About Midnight

A2 Reflections [=Evidence]

A3 Smoke Gets In Your Eyes (Jerome Kern)

A4 Well You Needn’t

B1 Portrait of an Ermite [=Reflections]

B2 Manganése [=We See]

B3 Eronel

B4 Off Minor

### LP:The Prophet(1962)
- Thelonious Monk – The Prophet (Disques Vogue – LD. 503-30, Serie: 10ᵉ Anniversaire Des Disques Vogue – Vol. 11)[4]

| A1 Round About Midnight A2 Reflections A3 Smoke Gets in Your Eyes A4 Well You Needn’t A5 Humph A6 Mysterioso | B1 Portrait of an Ermite B2 Manganese B3 Eronel B4 Off Minor B5 In Walked Bud B6 Epistrophy |

- Besetzung der zusätzlichen Titel: Altsaxophon: Danny Quebec (A5), Edmund Gregory (B5), Bass – Robert Paige (B5), Gene Ramey (A5), John Simmons  (A6, B6), Schlagzeug: Art Blakey (A5, B5), Shadow Wilson (A6, B6),  Tenorsaxophon: Billy Smith (A5), George Taitt (B5), Trompete: Idrees Sulieman (A5), Vibraphon: Milt Jackson (A6, B6). Die vier Titel „Humph“, „Mysterioso“ [sic], „Round About Midnight“ und „Well You Needn’t“ erschienen 1955 auf der EP Sextet dnd Octet bei Vogue Records (EPV 1048).[5]

### Piano Solo: The Centennial Edition - Paris 1954 (CD-Edition 2017)
- Thelonious Monk: Piano Solo: The Centennial Edition - Paris 1954 (Sony Music – 889854723422, Swing – 889854723422, Legacy – 889854723422, Disques Vogue – 889854723422, Jazz Connoisseur – 889854723422)[6]

1. Introduction by André Francis 0:52
2. Evidence 3:05
3. Smoke Gets in Your Eyes 3:27
4. Hackensack 3:04
5. ’Round Midnight 5:18
6. Eronel 2:34
7. Off Minor 2:34
8. Well, You Needn’t 3:28
9. Portrait of an Ermite (Reflections) 5:00
10. Manganese (We See) 2:36
11. Announcement (Presenter: Jacques Souplet) 1:31
12. Well, You Needn’t (Live at Salle Pleyel 1954) 6:02
13. ’Round Midnight (Live at Salle Pleyel 1954) 5:18
14. Off Minor (Live at Salle Pleyel 1954) 5:10
15. Hackensack / Epistrophy (Live at Salle Pleyel 1954) 3:32
16. ’Round Midnight (Incomplete; Live at Salle Pleyel 1954) 2:56

Bass – Jean-Marie Ingrand (tracks: 11-16), Drums – Jean-Louis Viale (tracks: 11-15), Drums [vermutlich] – Gérard „Dave“ Pochonet (track: 16)

## Rezeption
Lindsay Planer verlieh dem Album in Allmusic 4½ (von fünf) Sterne und lobte: „Es gibt wirklich keinen langweiligen Moment während des halbstündigen Programms, der mit dem Charme und der Raffinesse von ’Round Midnight beginnt. Wenn alle exzessiven (sprich: ‚andere‚) Instrumente entfernt sind, wird die wahre Dichte von Monks Arrangements sowie sein ebenso komplexer Aufführungsstil deutlicher sichtbar.“ Die besinnliche Natur von „Reflections“ swingt mit einer besonderen Kraft mit, die durch die aufdringliche Natur zusätzlicher Instrumente maskiert wird. Wenn Monk jemals eine Melodie geschrieben habe, resümiert Planer, die als Pianosolo am effektivsten funktioniert, dann sei es „Reflections“. Und das sei ein Gefühl, das sich tatsächlich auch auf das gesamte (und den Rest) von Solo 1954 erstrecken könnte.
In seiner Rezension von The Complete Black Lion and Vogue Recordings of Thelonious Monk schrieb Lindsay Planer, jedes dieser Stücke beginnt mit jener kantigen Ausgelassenheit, die eine Thelonious-Monk-Darbietung definiere. „Reflections“ spiele abwechselnd mit ungewöhnlichen Rhythmen und Monks wiederkehrender Faszination für den Stride-Piano-Stil von James P. Johnson und Willie „The Lion“ Smith. Von allen Soloseiten, die Monk in den fast 30 Jahren, in denen er aktiv aufnahm, aufgenommen habe, stünden diese im Zenit seiner Erfolge. „Smoke Gets in Your Eyes“ – die einzige Cover-Melodie, die in dieser Session gemacht wurde – erhält ebenfalls eine einzigartige und überaus Monkische Bearbeitung.
Nach Ansicht von Thomas Fitterling klingen die Stücke ohne die Bläserarrangements (in ihrer zuvor für Blue Note bzw. Prestige aufgenommenen Form), „in der ausgesparten, fast kruden Klavierbehandlung […] wie auf die nötigsten logischen Funktionen reduzierten Abstraktionen der Vorlagen. Manches wirkt verquer und ungelenk –“ und doch bekomme „das Skizzenhafte auf Grund des stets durch alle tonalen Fußangeln durchgehenden Beats, der von der frei agierenden linken Hand eben nicht sklavisch durchmarkiert wird, etwas unerbittlich Definitves.“ Vor allem die Einspielung von „’Round Midnight“ erhalte so eine faszinierend spröde Schönheit.